# La moglie di mio padre
Pour plus de détails, voir Fiche technique et Distribution.
La moglie di mio padre, est un film dramatique italien réalisé par Andrea Bianchi et sorti en 1976.

## Synopsis
L'industriel Antonio Lenzini épouse en secondes noces Laura, une belle femme plus jeune que lui. Bien qu'elle l'aime et lui soit fidèle, Antonio est tourmenté par des pensées obsessionnelles et conflictuelles qui l'empêchent d'avoir des rapports sexuels avec sa femme. Bien que Laura essaie d'être compréhensive, elle revendique en même temps son droit à être désirée et à mener une vie de couple épanouie. Antonio consulte son ami médecin Carlo, qui l'incite d'abord à avoir des rapports avec d'autres femmes, puis le convainc que la cause de son impuissance est purement psychologique et due à trop de soucis professionnels. Antonio se résout donc à appeler son jeune et beau fils Claudio (qui étudie à Bruxelles) pour qu'il prenne la direction de l'entreprise et puisse ainsi consacrer plus de temps à la vie conjugale. Mais avec l'arrivée du fils, les choses se gâtent car Antonio, après avoir trompé sa femme, n'est plus capable de renouer avec elle sur le plan affectif. Pendant ce temps, le fils d'Antonio fait la cour à Laura et tous deux nouent une relation. C'est alors qu'Antonio, fou de rage et terrifié à l'idée d'être quitté, tue Laura.

## Fiche technique
- Titre original : La moglie di mio padre[1] (litt. « Le Femme de mon père »)
- Réalisation : Andrea Bianchi
- Scénario : Andrea Bianchi, Massimo Felisatti
- Photographie : Franco Delli Colli (it), Franco Villa (it)
- Montage : Mariano Arditi
- Musique : Guido et Maurizio De Angelis
- Production : Enzo Doria
- Studio de production : Capitol International, Koala Cinematografica
- Pays de production :  Italie
- Langue originale : italien
- Format : couleurs par Technospes - Son mono
- Genre : drame
- Durée : 92 minutes
- Dates de sortie :
  - Italie : 4 août 1976

## Distribution
- Carroll Baker : Laura
- Adolfo Celi : Antonio
- Cesare Barro : Claudio
- Luigi Pistilli : Carlo
- Gabriella Giorgelli : prostituée
- Dada Gallotti : ami de Patrizia
- Caterina Barbero : Gabriella
- Carla Spessato : Magda
- Femi Benussi : Patrizia
- Jenny Tamburi : Diana